# Vigía del Lago-Xlahpak
Xlahpak, también conocido como Vigía del Lago, es un yacimiento arqueológico de la cultura maya ubicado en la orilla de la laguna Chunyaxché dentro de la Reserva de la Biosfera Sian Ka'an del estado de Quintana Roo en México. El yacimiento arqueológico incluye un templo ceremonial de estilo Costa Oriental de Quintana Roo que data del periodo posclásico de la civilización maya y que era utilizado como un punto de comercio en la vía del canal que conecta la laguna de Chunyaxché con la laguna de Muyil. El yacimiento maya de Xlahpak se encuentra protegido como parte del Área Natural protegida Chunyaxché.

## Arquitectura
El templo de Xlahpak es la estructura principal del yacimiento y se ubica en el extremo norte de la laguna Chunyaxché, se trata de un edificio ceremonial perteneciente al estilo arquitectónico de la Costa Oriental de Quintana Roo con 3 entradas amplias y dos habitaciones abovedadas en su interior con restos de pintura mural común en los sitios mayas de la región costera. De acuerdo a los estudios arqueológicos, el templo tenía también una planeación astronómica orientada para marcar las puestas de sol.